# Pat O'Brien (1899-1983)
Pour les articles homonymes, voir Pat O'Brien.
Pat O'Brien, de son nom complet William Joseph Patrick O'Brien, est un acteur américain né le 11 novembre 1899 à Milwaukee (Wisconsin) et mort le 15 octobre 1983 à Santa Monica (Californie). 

## Biographie
Il était marié à l'actrice Eloise Taylor (1903–1987).

## Filmographie
- 1931 : Honor Among Lovers de Dorothy Arzner : Conroy
- 1931 : The Front Page de Lewis Milestone : Hildebrand « Hildy » Johnson
- 1931 : Personal Maid
- 1931 : Flying High de Charles Reisner
- 1931 : Consolation Marriage
- 1932 : Prisons d'enfants (Hell's House) d'Howard Higgin : Matt Kelly
- 1932 : La Ruée (American Madness) de Frank Capra : Matt Brown
- 1932 : Tête brûlée (Airmail) de John Ford : Duke Talbot
- 1932 : Scandal for Sale
- 1932 : The Strange Case of Clara Deane
- 1932 : Hollywood Speaks
- 1932 : Virtue d'Edward Buzzell
- 1933 : Bureau des personnes disparues (Bureau of Missing Persons) de Roy Del Ruth : l'inspecteur Butch Saunders
- 1933 : Mademoiselle Volcan (Bombshell) de Victor Fleming : Jim Brogan
- 1933 : Laughter in Hell de Edward L. Cahn
- 1933 : Destination inconnue (Destination Unknown), de Tay Garnett
- 1933 : The World Gone Mad de Christy Cabanne
- 1933 : Flaming Gold
- 1933 : College Coach de William A. Wellman
- 1934 : Mademoiselle Général (Flirtation Walk) de Frank Borzage : le sergent « Scrapper » Thornhhill
- 1934 : Voici la marine (Here Comes the Navy) de Lloyd Bacon : Biff Martin
- 1934 : J'écoute (I've Got Your Number) de Ray Enright
- 1934 : Franc Jeu (Gambling Lady) d'Archie Mayo
- 1934 : Ondes d'amour (Twenty Million Sweethearts) de Ray Enright
- 1934 : The Personality Kid d'Alan Crosland
- 1934 : I Sell Anything
- 1935 : In Caliente de Lloyd Bacon : Lawrence « Larry » MacArthur
- 1935 : Tête chaude (The Irish in Us) de Lloyd Bacon : Pat O'Hara
- 1935 : Le Bousilleur (Devil Dogs of the Air) de Lloyd Bacon
- 1935 : Oil for the Lamps of China de Mervyn LeRoy
- 1935 : Reine de beauté (Page Miss Glory) de Mervyn LeRoy
- 1935 : Stars Over Broadway
- 1936 : La Femme de l'ennemi public (Public Enemy's Wife) de Nick Grinde
- 1936 : Brumes (Ceiling Zero) d'Howard Hawks
- 1936 : I Married a Doctor
- 1936 : Courrier de Chine (China Clipper)
- 1937 : The Great O'Malley
- 1937 : Rivalité (Slim) de Ray Enright
- 1937 : La Révolte (San Quentin) de Lloyd Bacon
- 1937 : Back in Circulation
- 1937 : Sous-marin D-1 (Submarine D-1) de Lloyd Bacon
- 1938 : Les Anges aux figures sales (Angels with Dirty Faces) de Michael Curtiz : Jerome « Jerry » Connelly
- 1938 : Women Are Like That
- 1938 : Panamint's Bad Man
- 1938 : Joyeux Compères (Cowboy from Brooklyn) de Lloyd Bacon
- 1938 : Le Vantard (Boy Meets Girl) de Lloyd Bacon
- 1938 : Garden of the Moon de Busby Berkeley
- 1939 : Off the Record de James Flood
- 1939 : The Kid from Kokomo de Lewis Seiler
- 1939 : Le Vainqueur (Indianapolis Speedway) de Lloyd Bacon
- 1939 : The Night of Nights de Lewis Milestone

- 1940 : Knute Rockne, All American de Lloyd Bacon : Knute Rockne
- 1940 : Le Poignard mystérieux (Slightly Honorable) de Tay Garnett : John Webb
- 1940 : Le Régiment des bagarreurs (The Fighting 69th) de William Keighley
- 1940 : Castle on the Hudson
- 1940 : Voyage sans retour (’Til We Meet Again) d'Edmund Goulding : Steve Burke
- 1940 : Torrid Zone de William Keighley
- 1940 : Escape to Glory
- 1940 : Flowing Gold
- 1942 : Broadway, de William A. Seiter
- 1942 : La Marine triomphe (The Navy Comes Through) de A. Edward Sutherland
- 1943 : La Sœur de son valet (His Butler's Sister) de Frank Borzage : Martin Murphy
- 1943 : Doomed Caravan
- 1943 : Bury Me Not on the Lone Prairie
- 1943 : Two Yanks in Trinidad
- 1943 : Broadway
- 1943 : Flight Lieutenant
- 1943 : Bombardier de Richard Wallace
- 1943 : The Iron Major
- 1944 : Marine Raiders
- 1944 : Les Saboteurs (Secret Command) de A. Edward Sutherland
- 1945 : Having Wonderful Crime
- 1945 : Man Alive
- 1946 : Perilous Holiday
- 1946 : Crack-Up
- 1947 : Riffraff
- 1948 : Fighting Father Dunne
- 1948 : Le Garçon aux cheveux verts (The Boy With Green Hair) de Joseph Losey
- 1949 : A Dangerous Profession

- 1950 : Les Rois de la piste (The Fireball) de Tay Garnett : le père O'Hara
- 1950 : Johnny One-Eye de Robert Florey
- 1951 : Criminal Lawyer de Seymour Friedman
- 1951 : Le peuple accuse O'Hara (The People Against O'Hara) de John Sturges
- 1952 : Okinawa de Leigh Jason
- 1954 : La Grande Caravane (Jubilee Trail) de Joseph Kane
- 1954 : Les Géants du cirque (Ring of Fear) de James Edward Grant
- 1956 : Inside Detroit de Fred F. Sears
- 1957 : Meurtre sur un air de rock (Kill Me Tomorrow) de Terence Fisher
- 1958 : La Dernière Fanfare (The Last Hurrah) de John Ford : John Gorman
- 1959 : Certains l'aiment chaud (Some Like it Hot) de Billy Wilder : Mulligan

- 1965 : Quand parle la poudre (Town Tamer) de Lesley Selander

- 1970 : The Phynx de Lee H. Katzin : caméo
- 1975 : The Sky's the Limit de Tom Leetch
- 1977 : Billy Jack Goes to Washington (en) de Tom Laughlin
- 1978 : Suicidez-moi docteur (The End) de Burt Reynolds et James Best

- 1981 : Ragtime de Miloš Forman : Delmas